# Mladí piráti Švédska

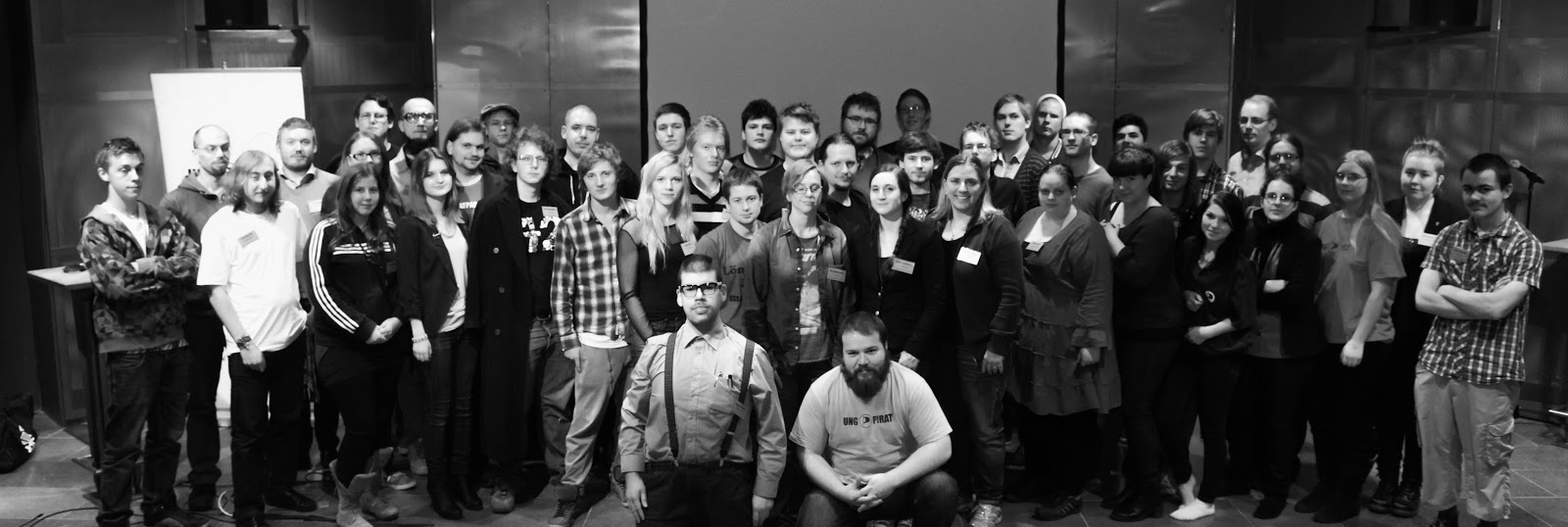
Skupinová fotografie několika členů, rok 2012

Mladí piráti (švédsky Ung Pirat) je organizace mládeže švédské Pirátské strany. Založena byla v prosinci 2006 a mezi lety 2009 a 2010 měla přes 22 000 členů, což z ní činilo největší mládežnickou politickou organizaci ve Švédsku. Členství v organizaci je bezplatné.
Nejdůležitějšími tématy Mladých pirátů jsou svobodné vědění, sdílení kulturních statků a ochrana soukromí. Spolek se také podílí na aktivitách Pirátské strany a jejích organizacích.

## Předsednictvo
Aktuální předsednictvo Mladých pirátů bylo zvoleno na kongresu 27. března 2009 a skládá se z jednoho předsedy, jednoho generálního sekretáře a pěti obyčejných členů, s jedním zástupcem pro každého.
Současným předsedou je Gustav Nipe a generálním sekretářem Nils Agnesson.

### Pět běžných členů předsednictva
- Sandra Grosse
- Max Gnipping
- Victoria Westberg
- Niklas Dahl
- Lars Johansson

### Náhradníci (v tomto pořadí)
- Mikael Holm
- Malin Ahnberg
- Carolina Sartorius
- Mimmi Lowejko
- Patrik Greco

### Předsedové
- Hugi Ásgeirsson 2006–2007
- Stefan Flod 2007–2011
- Gustav Nipe 2011–

### Generální sekretáři
- Mattias Bjärnemalm 2006–2009
- Tobias Björkgren 2009–2010
- Nils Agnesson 2010–